# Revelations (miniserie televisiva)
Revelations è una miniserie televisiva statunitense in 6 puntate trasmesse per la prima volta nel 2005.
È una serie del genere fantastico a sfondo drammatico e giallo incentrata sulle vicende di Richard Massey, interpretato da Bill Pullman, un astrofisico alle prese con le profezie sulla fine del mondo.

## Trama
Il Dr. Richard Massey, noto astrofisico di Harvard, torna a casa dopo aver dato la caccia al satanista che ha brutalmente ucciso sua figlia Lucy in un rituale satanico. Il satanista, un uomo di nome Isaiah Haden, viene messo in prigione in attesa di processo. Richard Massey è un uomo di scienza e non crede affatto nella religione. È amareggiato per la sua perdita ed il generale stato di povertà della sua vita, e l'unica cosa che vuole è vedere Isaiah Haden affrontare la sua punizione. Nel frattempo Josepha Montafiore, una suora che lavora per la Fondazione Eklind (una ricca organizzazione tradizionalista cattolica) fa visita al capezzale di una ragazzina in coma. La bambina è stata colpita due volte da un fulmine mentre attraversava un campo da golf, e si trova in uno stato vegetativo. La ragazzina, tuttavia. borbotta versi biblici in latino e disegna figure criptiche. Josepha ritiene che questo sia un atto di Dio e decide di indagare. Le visioni della ragazza portano Josepha a Richard, che si unisce alla sua ricerca per documentare e svelare i segni della Fine dei Giorni. Il loro viaggio diventa una corsa contro il tempo per ostacolare i seguaci di Haden mentre cercano di provocare l'Apocalisse, sulle tracce di un bambino che potrebbe essere in grado di salvarli tutti.

## Personaggi e interpreti
- Dottor Richard Massey (6 puntate), interpretato da Bill Pullman.
- Sorella Josepha Montafiore (6 puntate), interpretata da Natascha McElhone.
- Isaiah Haden (6 puntate), interpretato da Michael Massee.
- Henry 'Hawk' Webber (6 puntate), interpretato da Mark Rendall.
- Olivia 'Livvie' Beaudrey (6 puntate), interpretata da Chelsey Coyle.
- Olivia 'Livvie' Beaudrey (6 puntate), interpretata da Brittney Coyle.
- Professor Lampley (6 puntate), interpretato da John Rhys-Davies.
- Nora Webber (6 puntate), interpretata da Orla Brady.
- Lucy Massey (6 puntate), interpretata da Alexa Nikolas.
- Nathan Volk (5 puntate), interpretato da Tobin Bell.
- Mark Rubio (5 puntate), interpretato da Martin Starr.
- Ogden (5 puntate), interpretato da Fred Durst.
- Tulia (5 puntate), interpretata da Caryn Green.
- Madre Francine (4 puntate), interpretata da Fionnula Flanagan.
- Torvald Eklind (4 puntate), interpretato da Jesper Christensen.
- Tom Webber (4 puntate), interpretato da Paul Venables.
- Nelson Boyd (4 puntate), interpretato da Jonathan Whittaker.
- Anna-Theresa (4 puntate), interpretata da Winter Ave Zoli.
- E.C. (3 puntate), interpretato da Clémence Poésy.
- Cardinal Laveigh (3 puntate), interpretato da Christopher Biggins.
- Asteroth (3 puntate), interpretato da Werner Daehn.
- Guardia carceraria (3 puntate), interpretato da Scott Williams.
- Dottor Daniel Goran (2 puntate), interpretato da Patrick Bauchau.
- Sorella Delise (2 puntate), interpretato da Davenia McFadden.
- Hospital Administrator (2 puntate), interpretato da Joel Polis.
- Prison Chaplain (2 puntate), interpretato da James Bigwood.
- Super Model #1 (2 puntate), interpretata da Anne Katrine Bay Ejlersen.
- Super Model #2 (2 puntate), interpretata da Karen Sofie Bay Ejlersen.
- Guardia all'ingresso (2 puntate), interpretato da Jeff Smith.
- Court TV Reporter (2 puntate), interpretato da Robert Polo.

## Produzione
La miniserie, ideata da David Seltzer, fu prodotta da Jessika Borsiczky, David Seltzer e James Bigwood per la NBC Enterprises in associazione con la Pariah e la Stillking Films. Le musiche furono composte da Joseph Vitarelli. Gli effetti speciali, coordinati da Jirí Vater, furono realizzati dalla Universal Production Partners.

### Registi
Tra i registi sono accreditati:
- Lili Fini Zanuck in 3 puntate (2005)
- Lesli Linka Glatter in 2 puntate (2005)

### Sceneggiatori
Tra gli sceneggiatori è accreditato David Seltzer (6 puntate).

## Distribuzione
La serie fu trasmessa negli Stati Uniti dal 13 aprile 2005 al 18 maggio 2005 sulla rete televisiva NBC. In Italia è stata trasmessa su Fox con il titolo Revelations dal 14 febbraio 2007.
Alcune delle uscite internazionali sono state:
- in Australia l'8 maggio 2005
- nel Regno Unito il 17 maggio 2005
- in Brasile il 6 luglio 2005
- in Islanda il 10 luglio 2005
- in Danimarca il 21 settembre 2005 (Dommedagsmysteriet)
- in Messico il 24 novembre 2005
- in Ungheria il 12 dicembre 2005 (Jelenések)
- in Spagna il 19 dicembre 2005 (El fin de los tiempos)
- in Svezia il 28 dicembre 2005
- in Giappone il 5 maggio 2006
- in Francia il 15 maggio 2006
- in Germania il 25 dicembre 2006 (Revelations - Die letzte Offenbarung)
- in Italia il 14 febbraio 2007
- in Italia (Revelations)